# 山口左右平

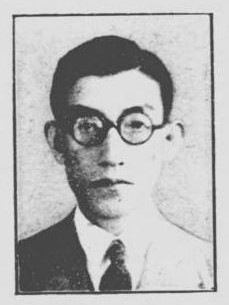
山口左右平

山口 左右平（やまぐち そうへい、1904年（明治37年）6月28日 - 1949年（昭和24年）3月26日）は、昭和時代前期の政治家。衆議院議員（1期）。

## 経歴
神奈川県中郡高部屋村上糟屋（伊勢原町を経て現伊勢原市）に生まれる。1930年（昭和5年）京都帝国大学経済学部を卒業する。農業を営む傍ら、産業組合中央会に奉職し、同総務部企画課長、文書課長、満州国開拓協力協議会幹事、農林省委員などを歴任した。
1942年（昭和17年）4月の第21回衆議院議員総選挙では神奈川県第3区から翼賛政治体制協議会推薦で出馬し当選。衆議院議員を1期務めた。戦後、公職追放となった。